# Филдс, Джеймс Томас
Джеймс Томас Филдс (англ. James Thomas Fields; 31 декабря 1817 — 24 апреля 1881) — американский издатель и писатель.

## Биография
Филдс родился в Порстмуте, штат Нью-Гемпшир. Его отец был капитаном корабля и умер ещё до того, как Филдсу исполнилось три года. В четырнадцать лет Филдс поступил на работу в книжный магазин Old Corner Bookstore в Бостоне. Его первое стихотворение было опубликовано в журнале Portsmouth Journal в 1837 году. 13 сентября 1838 года Филдс зачитал свою поэму «К Юбилею» (англ. Anniversary Poem) в Бостонской Библиотечной Ассоциации.
В 1839 году Филдс, вместе с Уильямом Тикнором, стал младшим партнёром в издательстве, известном после 1846 года под названием «Тикнор и Филдс». После 1868 года издательство стало называться «Филдс, Осгуд и Компания». Филдс занимался издательским бизнесом, издавал крупнейших американских писателей, с которыми поддерживал приятельские отношения. Он также являлся американским издателем для некоторых Британских авторов. Первое собрание сочинений Томаса Де Квинси было издано именно компанией Филдса. Филдса называют среди тех, кто способствовал приезду в США английского писателя Теккерея. Успешной издательской деятельностью, в частности, Филдс был обязан своему умению заводить дружбу с авторами и поддерживать её долгие годы. Так, известно о его дружбе с Чарльзом Диккенсом.
В 1854 году он женился вторым браком на Энни Адамс, которая также была писательницей. Она помогала Филдсу организовать у них дома литературный салон, в котором проводили время многие писатели того времени. Энни позднее описала тесную дружбу с Теккереем и Диккенсом в своих книгах «Полка со старыми книжками» (1894) и «Авторы и Друзья» (1896).
Тикнор и Филдс купили литературный еженедельник The Atlantic Monthly за 10,000 долларов, а двумя годами позже, в мае 1861 года Филдс стал редактором, когда компанию покинул Джеймс Рассел Лоуэлл. В 1871 году он ушёл из издательского бизнеса и целиком посвятил себя лекционной и писательской деятельности. Он также редактировал (совместно с Эдвином Перси Уипплом) сборник «Семейная библиотека Британской поэзии» (англ. A Family Library of British Poetry, 1878).
Помимо эссе и прозы Филдс писал поэзию, которая вышла отдельным сборников в 1880 году под названием Ballads and Verses. Среди стихотворений в сборнике есть «Баллада о Шторме» или «Капитанская дочь» (англ. Ballad of the Tempest), строки из которой стали очень известными и часто цитируемыми:
«Мы потерялись» - вскричал капитан,

Шатаясь спустившись в трюм
Филдс умер в Бостоне 24 апреля 1881 года. Друг писателя, Генри Лонгфелло, написал по случаю смерти Филдса поэму «Auf Wiedersehen».
Вдова Филдса, писательница Энни Адамс Филдс написала его биографию «Воспоминания жены о Джеймсе Т. Филдсе» (англ. Memoir of James T. Fields, by his Wife), которая была опубликована в Бостоне в 1881 году.